# 三宝镇 (洪雅县)
三宝镇，是中华人民共和国四川省眉山市洪雅县曾经下辖的一个镇。2019年12月，撤销三宝镇，将其所属行政区域划归将军镇管辖。

## 行政区划
三宝镇撤销前下辖以下地区：
三江社区、熊园村、金沙村、联和村、川溪村、李槽村和宝坪村。